# Preston (Nevada)
Preston é uma comunidade não incorporada e região censitária, localizada no condado de White Pine, estado do Nevada, nos Estados Unidos. Fica situada a uma altitude de 1.718 metros de altitude.

## Demografia
Em 2010, Preston tinha uma população de 78 habitantes (71 brancos, 91,3% da população);3 asiáticos, 1 índio, 3 de outra etnia e 1 de duas ou mais etnia, nenhuma pessoa de etnia afro-americana vivia aqui.).

## História
A vila de Preston cresceu através de um povoamento  mórmon fundado no rancho Maddox em 1876. A igreja mórmon iria tornar-se a força motora para o desenvolvimento de Preston da vizinha Lund. A povoação começou a crescer rapidamente depois de 1898 com edificação da casa de madeira, a sua primeira loja e a estação de correios, A partir dos inícios do século XX, uma serração e uma igreja-salão e uma escola em cimento foram construídos, Preston conseguiu manter uma existência serena de comunidade rancheira durante décadas.